# یورمیازباش
یورمیازباش (انگلیسی: Yurmiyazbash) یک شهرک در شهرستان تاتیشلینسکی استان باشقیرستان کشور روسیه است.